# Zodarion nitidum
Zodarion nitidum är en spindelart som först beskrevs av Jean Victor Audouin 1826.  Zodarion nitidum ingår i släktet Zodarion och familjen Zodariidae. Inga underarter finns listade i Catalogue of Life.